# Aleksander Nawrat
Aleksander Michał Nawrat (ur. 8 lipca 1970 w Zabrzu) – polski inżynier informatyk, profesor zwyczajny Politechniki Śląskiej w Gliwicach.

## Życiorys
W roku 1990 ukończył Technikum Elektryczne przy Zespole Szkół Elektryczno-Elektronicznych w Zabrzu. Następnie ukończył matematykę stosowaną na Wydziale Matematyczno-Fizycznym (1994) oraz informatykę (2000) na Wydziale Automatyki, Elektroniki i Informatyki Politechniki Śląskiej. W latach 1994–1995 w ramach stypendium naukowego odbywał staże na University of Exeter w Wielkiej Brytanii. W roku 2000 rozpoczął studia doktoranckie na Wydziale Inżynierii Środowiska i Energetyki Politechniki Śląskiej, które ukończył z wyróżnieniem (2002) zdobywając stopień doktorski. W latach 2002–2010 zatrudniony na stanowisku adiunkta w Zakładzie Sterowania i Robotyki, Instytutu Automatyki na Politechnice Śląskiej. W 2010, po obronie pracy habilitacyjnej, otrzymał stopień doktora habilitowanego na Wydziale Automatyki, Elektroniki i Informatyki. W 2015 uzyskał tytuł profesora nauk technicznych.
Jest pracownikiem Politechniki Śląskiej, z którą związany jest od 1990, aktualnie jako profesor w Instytucie Automatyki.
Był członkiem Rady Narodowego Centrum Badań i Rozwoju (NCBR) oraz członkiem Komisji ds. Programów Strategicznych. Wielokrotny kierownik projektów strategicznych realizowanych dla firm prywatnych oraz państwowych, finansowanych przez Unię Europejską. W latach 2016–2019 pełnił funkcję zastępcy dyrektora Narodowego Centrum Badań i Rozwoju.

## Publikacje
Prof. Nawrat jest autorem lub współautorem kilkunastu zgłoszeń patentowych, 170 publikacji naukowych oraz recenzentem wielu renomowanych czasopism zagranicznych.

## Nagrody i wyróżnienia
- Brązowy Krzyż Zasługi (2013)[5];
- Brązowy Medal Za Zasługi dla Obronności Kraju (2013);
- Krzyż oficerski Orderu Wynalazczości nadany przez Komisję Odznaczeń Belgii (2015)[6].